# Aktaia (Nereide)
Aktaia (altgriechisch Ἀκταία oder Ἀκταίη; lateinisch Actaea) ist in der griechischen Mythologie eine Tochter des Nereus und der Okeanide Doris und somit eine der Nereiden.
Homer erwähnt sie in der Ilias im Rahmen seiner Aufzählung der Nereiden, ebenso Hesiod in seiner Theogonie. Im Nereidenkatalog bei Hyginus Mythographus fehlt sie genauso wenig wie im entsprechenden Katalog der Bibliotheke des Apollodor.
Der Mond Actaea im Kuipergürtel ist nach der Nereide Aktaia benannt.